# نائب رئيس الجمهورية الإيرانية
نائب رئيس الجمهورية الإيرانية أو نائب رئيس إيران (بالفارسية: معاون رئیس جمهور ایران)، منصب محدد بموجب المادة 124 من الدستور الإيراني للتصدي بما يتصل بالشؤون الرئاسية التي يوكلها إياها الرئيس الإيراني الذي يختار بنفسه تعيين من يشغل المنصب، على شرط أن ينال الاسم موافقة المرشد الأعلى الإيراني الذي بيده رد التعيين. لم يحدد الدستور الحد الأقصى لنواب الرئيس الذين تختلف أهميتهم تبعًا لأهمية الشؤون الرئاسية التي يتولونها حتى وصل عددهم حتى أغسطس 2019 إلى 12 نائبًا، ويأتي على رأسهم النائب الأول لرئيس الجمهورية (بالفارسية: معاون أول رئیس جمهور ایران)؛ لأنه يقود اجتماعات مجلس الوزراء في غياب الرئيس. يشغل منصب النائب الأول لرئيس الجمهورية محمد مخبر منذ 8 أغسطس 2021.

## قائمة النواب
| ترتيبه                                        | النائب الأول لرئيس الجمهورية الإيرانية (ولد–توفى) | الصورة                      | شغل المنصب     | ترك المنصب     | الحزب | الحزب            | الرئيس الإيراني     |
| --------------------------------------------- | ------------------------------------------------- | --------------------------- | -------------- | -------------- | ----- | ---------------- | ------------------- |
| 1                                             | حسن حبيبي (1937–2013)                             |                             | 1 سبتمبر 1989  | 11 سبتمبر 2001 | —     | —                | أكبر هاشمي رفسنجاني |
| 1                                             | حسن حبيبي (1937–2013)                             | حزب كوادر البناء (منذ 1996) | 1 سبتمبر 1989  | 11 سبتمبر 2001 |       |                  | أكبر هاشمي رفسنجاني |
| 1                                             | حسن حبيبي (1937–2013)                             | محمد خاتمي                  | 1 سبتمبر 1989  | 11 سبتمبر 2001 |       |                  |                     |
| 2                                             | محمد رضا عارف (ولد 1951)                          |                             | 11 سبتمبر 2001 | 11 سبتمبر 2005 |       | جبهة المشاركة    |                     |
| 3                                             | برويز داودي (ولد 1952)                            |                             | 11 سبتمبر 2005 | 17 يوليو 2009  | —     | —                | محمود أحمدي نجاد    |
| 4                                             | إسفنديار رحيم مشائي (ولد 1960)                    |                             | 17 يوليو 2009  | 25 يوليو 2009  | —     | —                | محمود أحمدي نجاد    |
| شغر المنصب ما بين 25 يوليو إلى 13 سبتمبر 2009 |                                                   |                             |                |                |       |                  | محمود أحمدي نجاد    |
| 5                                             | محمد رضا رحيمي (ولد 1949)                         |                             | 13 سبتمبر 2009 | 5 أغسطس 2013   | —     | —                | محمود أحمدي نجاد    |
| 6                                             | إسحاق جهانغيري (ولد 1957)                         |                             | 5 أغسطس 2013   | 8 أغسطس 2021   |       | حزب كوادر البناء | حسن روحاني          |
| 7                                             | محمد مخبر 1955                                    |                             | 8 أغسطس 2021   | 28 يوليو 2024  | —     | —                | إبراهيم رئيسي       |
| 8                                             | محمد رضا عارف (ولد 1951)                          |                             | 28 يوليو 2024  | في المنصب      |       | مستقل            | مسعود بزشكيان       |

## انظر ايضا
- عضو بحكم المنصب
- رئيس ديوان رئيس الجمهورية الإيرانية
- مستشار رئيس الجمهورية الإيرانية
- مساعد رئيس الجمهورية الإيرانية